# Circondario di Pistoia
Il circondario di Pistoia era uno dei circondari in cui era suddivisa la provincia di Firenze, esistito dal 1861 al 1927.

## Storia
Con l'Unità d'Italia (1861) la suddivisione in province e circondari stabilita dal Decreto Rattazzi fu estesa all'intera Penisola.
Nel 1925 il circondario di Pistoia cedette il comune di Tizzana al nuovo circondario di Prato.
Il circondario di Pistoia fu abolito, come tutti i circondari italiani, nel 1927, nell'ambito della riorganizzazione della struttura statale voluta dal regime fascista. Il territorio circondariale venne assegnato alla nuova provincia di Pistoia.

## Geografia antropica

### Suddivisioni amministrative
1. Mandamento I di Pistoia (città)
  - Pistoia, Porta al Borgo
2. Mandamento II di Pistoia (campagna)
  - Lamporecchio, Marliana, Porta Carratica, Porta Lucchese, Porta San Marco, Serravalle Pistoiese, Tizzana[1]
3. Mandamento III di Montale
  - Montale
4. Mandamento IV di Sambuca
  - Sambuca
5. Mandamento V di San Marcello Pistoiese
  - Cutigliano, Piteglio, San Marcello Pistoiese